# Franc But
Franc But, slovenski agronom, ekonomist, politik in diplomat, * 12. oktober 1962, Celje. 
Po študiju agronomije in ekonomije je sprva deloval v gospodarstvu, nato pa vstopil v politiko. Bil je minister za kmetijstvo, gozdarstvo in prehrano in predsednik Slovenske ljudske stranke. Kasneje je postal diplomat, trenutno je veleposlanik Republike Slovenije pri Svetem sedežu, pred tem je bil veleposlanik na Češkem, v Srbiji in Nemčiji.  V času Drnovškove in Ropove vlade je bil minister za kmetijstvo, gozdarstvo in prehrano Republike Slovenije.

## Mladost in izobraževanje
Rodil se je 12. oktobra 1962 v Celju in odraščal v okolici Rogaške Slatine. Rodil se je materi Jožefi in očetu Alojziju, ki je bil čevljar. Gimnazijo je obiskoval v Celju, leta 1986 pa na Biotehniški fakulteti v Ljubljani diplomiral iz agronomije. Leta 1990 je vpisal magistrski študij na ljubljanski Ekonomski fakulteti, kjer je leta 1997 magistriral na temo Slovenija in liberalizacija mednarodne menjave mleka in mlečnih izdelkov.
Že v času študija je začel delati v Kmetijski zadrugi Hmezad v Šmarju pri Jelšah. Leta 1988 je zasedel mesto direktorja Kmetijskega gospodarstva Kočevje, leta 1993 je postal direktor Zadružne zveze Slovenije.

## Politika
Franc But je bil leta 1988 med udeleženci ustanovitve Slovenske kmečke zveze. Leta 1994 je prevzel funkcijo predsednika občinskega odbora Slovenske ljudske stranke v Ribnici, med drugim je bil med letoma 1993 in 1996 tudi član sveta Radiotelevizije Slovenija. Med 25. marcem in 3. aprilom 1997 je bil nadomestni poslanec (namesto Cirila Smrkolja) 2. državnega zbora Republike Slovenije; v tem mandatu je bil član Komisije za volitve, imenovanja in administrativne zadeve (25. marec–3. april 1997), Komisije za evropske zadeve (25. marec–3. april 1997) in Odbora za kmetijstvo, gozdarstvo in prehrano (25. marec–3. april 1997).
1. aprila 1997 je bil imenovan za državnega sekretarja na Ministrstvu za kmetijstvo, gozdarstvo in prehrano Republike Slovenije. Od aprila 1998 je bil nato namestnik vodje ožje pogajalske skupine za vstop Slovenije v Evropsko unijo. Novembra 2000 je postal generalni direktor Agencije Republike Slovenije za kmetijske trge in razvoj podeželja. 30. novembra 2000 je bil imenovan za ministra za kmetijstvo, gozdarstvo in prehrano, kar je opravljal dva mandata do 20. aprila 2004. Pozneje je bil ponovno imenovan za državnega sekretarja na istem ministrstvu, kar je opravljal do 1. oktobra 2006, ko je odstopil. Med letoma 2001 in 2003 je bil predsednik Slovenske ljudske stranke.

## Diplomacija
Od 1. decembra  2006 do 31. julija 2010 je bil veleposlanik Republike Slovenije v Češki republiki. Nato je bil od 1. septembra 2010 do 30. novembra 2014 veleposlanik Republike Slovenije v Srbiji. Od leta 2017 do leta 2022 je bil veleposlanik Republike Slovenije v Zvezni republiki Nemčiji. Po koncu mandata ga je ministrica za zunanje zadeve Tanja Fajon imenovala za svojega posebnega odposlanca za kandidaturo Slovenije za mesto nestalne članice v Varnostnem svetu Organizacije združenih narodov. Leta 2023 je postal veleposlanik Republike Slovenije pri Svetem sedežu. Poverilna pisma je papežu Frančišku predal 2. decembra 2023.

## Zasebno
Poleg slovenščine aktivno govori angleško, srbsko, hrvaško, nemško, francosko in češko.